# 英國電信塔

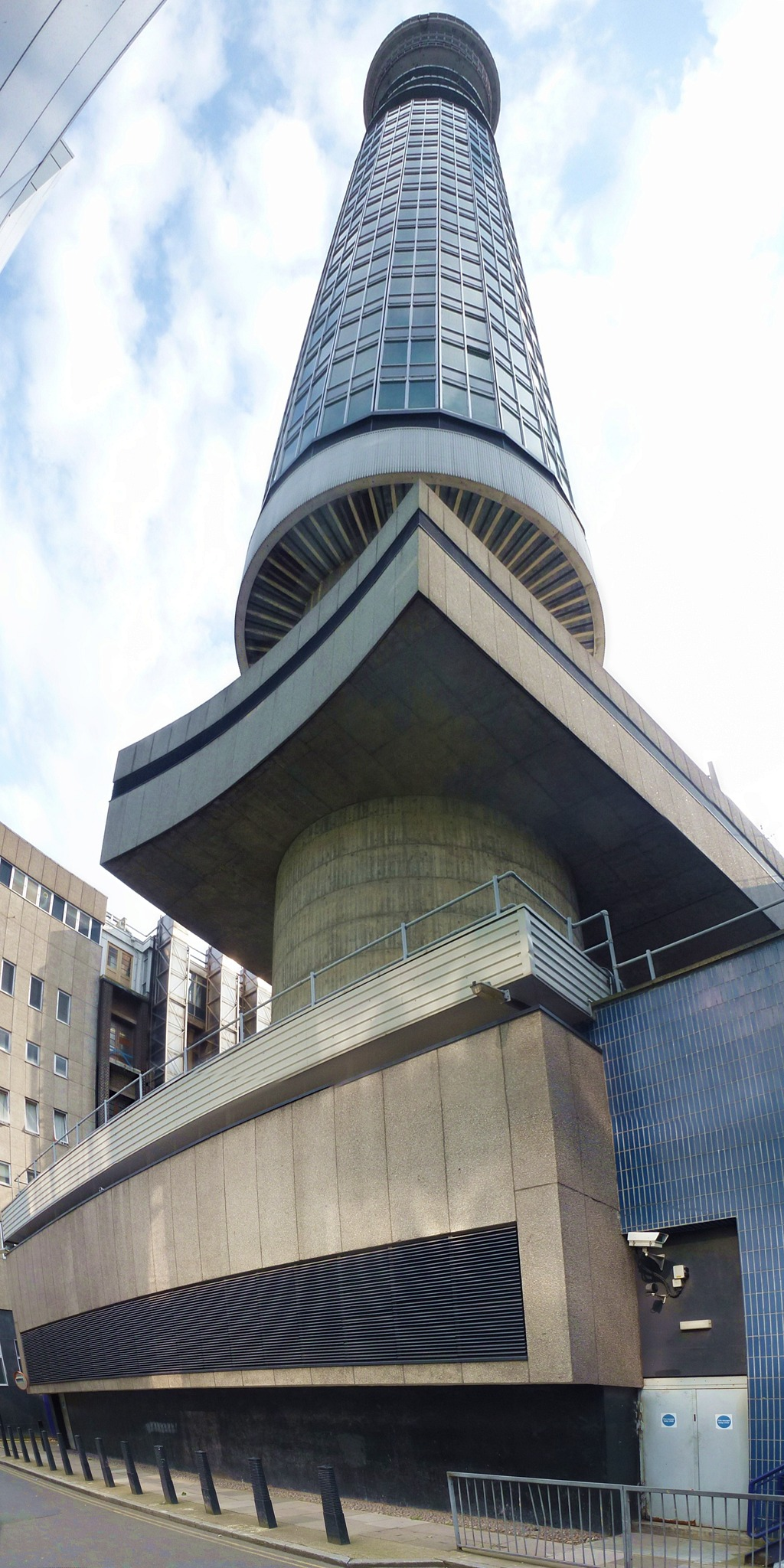
自克里夫蘭巷（Cleveland Mews）拍攝的英國電信塔廣角照，2012年8月

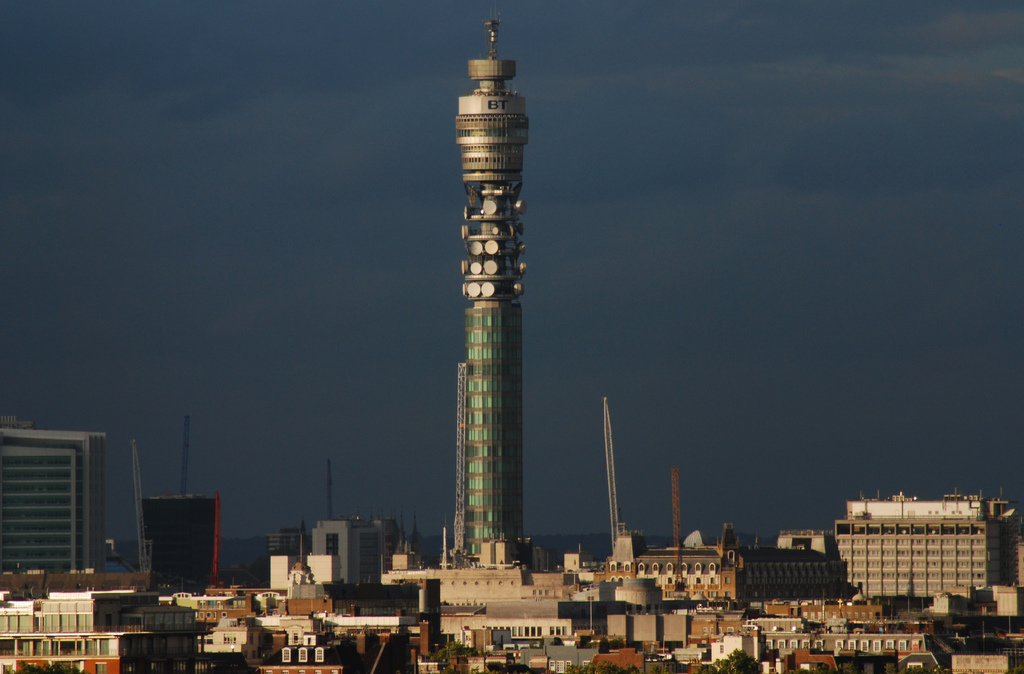
自女王塔拍攝的英國電信塔

英國電信塔（英語：BT Tower），中文常稱作「倫敦電視塔」，是一座位於英國倫敦菲茨羅維亞地區（Fitzrovia）的電波塔，業主為英國電信。該塔亦曾被稱作郵政塔（Post Office Tower）、倫敦電信塔（London Telecom Tower），最初的主要涉及用途是補全倫敦上空的微波通信網。主體結構高約177（581英尺），加上頂端天線後的總高度則有189（620英尺）。值得注意的是，該塔並非英國電信集團的總部——英國電信中心。
當1962年，仍在施工中的英國電信塔，於高度上即已超越了聖保羅大教堂，成為倫敦最高的建築物。而在竣工之後，又進一步超越了同位於倫敦、但稍早完工的米爾班克大廈（Millbank Tower），維持著全英第一高樓的頭銜，直到1980年被國民西敏銀行大廈（NatWest Tower，後改稱42大廈）取代為止。